# The Walking Dead: Season Two
The Walking Dead: Season Two je pokračování známé adventurní videohry The Walking Dead, která byla vytvořena na základě komiksu Roberta Kirkmana, The Walking Dead. Hru vyvinulo studio Telltale Games. Stejně jako u prvního dílu, se hra dělí na 5 základních epizod, kdy každá přinese svůj zvrat v ději a jisté rozuzlení. 

## Technologie
Stejně jako první díl se hra drží základních technik, tudíž ve hře máme dialogy, kdy se v časovém limitu snažíme rozhodnout pro nejlepší odpověď, která nám vyhovuje, či zásadních rozhodnutí typu "mám pomoci Petovy nebo Nickovi?". Zároveň hra nabízí funkci importovat rozhodnutí, které jsem učinili v prvním díle a tím nepatrně ovlivnit naše pokračování. Pro ty, kteří první díl nemají nebo uložené pozice už dávno vymazali příběh nabízí vygenerovaná rozhodnutí.

## Děj
Pokračování hry navazuje na situaci, kdy se malá Clementine musela rozloučit se svým přítelem Leem (Lee byl náš hlavní hrdina, který na konci prvního umírá) a odchází s dvojicí postav Omidem a Christou. Tímto se stává, v našem pokračování už lehce více vyspělá, Clementine naší hlavní hrdinkou pro našich 5 epizod. Ve hře přibyde mnoho nových postav, mezi nejvíce důležité patří samotářka Jane, Bonnie, nebo Mike.
V Season Two jde silně vidět ovlivnění Clementine aktuálním světem, ve kterém žije, jak na psychické stránce, tak na fyzické. Clementine je nyní víceméně připravena na to, se o sebe postarat sama, ovšem stále se výhradně drží Kennyho, který ji bere jako svou dceru.

## Epizody

### Epizoda 1 - All that remains (to co zůstalo)
Epizoda začíná na opuštěné čerpací stanici kam se Clementine, Omid a těhotná Christa uchylují k odpočinku. Když náhle narazí na dalšího přeživšího, který se snaží Clementine oloupit, dochází k nehodě a Omid je zastřelen. Po jisté době, kdy jsou Christa a Clementine dojde opět k dalšímu přepadení a oddělení naší hlavní hrdinky od Christy. Po bojích s Chodci (jeden z názvů, který se ve hře používá pro zombie) se Clementine dostává do skupiny nových lidí, kteří se schovávají ve staré dřevěné boudě. Epizoda vyšla 16. prosince 2013 a byla ohodnocena body 4/5 stránkou Hrej.cz.

### Epizoda 2 - A house divided (Rozdělený dům)
Zatímco se Clementine začíná spřátelovat s novou skupinou zjistí časem, že po skupině pátrá skupina lidi s mužem jménem Carver v čele. Skupina je nucena opustit příbytek a pokračovat v cestě. Po třech dnech cesty skupina nalézá horskou chatu, kde Clementine naráží na starého známého z prvního dílu. Po útoku Carvrem a jeho lidmi na chatu je Clementine se svými novými přáteli zajmuta a převezena do Carvrova tábora. Epizoda vyšla 4. března 2014 a byla ohodnocena body 4/5 stránkou Hrej.cz.

### Epizoda 3 - In harms way (V cestě ublížení)
Skupina je uvězněna a snaží se dostat z Carvrova sevření. Musí rychle najít způsob jak se odtamtud dostat. Epizoda vyšla 14. dubna 2014 a byla ohodnocena body 2/5 stránkou Hrej.cz.

### Epizoda 4 - Amid the ruins (V troskách)
Po útěku se skupina snaží schovat a seskupit v blízkém muzeu občanské války. Epizoda vyšla v červenci roku 2014 a byla ohodnocena body 3/5 stránkou Hrej.cz.

### Epizoda 5 - No going back (Není cesty zpět)
Přichází finální rozhodnutí. Epizoda vyšla 29. srpna 2014 a byla ohodnocena body 5/5 stránkou Hrej.cz.